# Trực họa ngoài trời

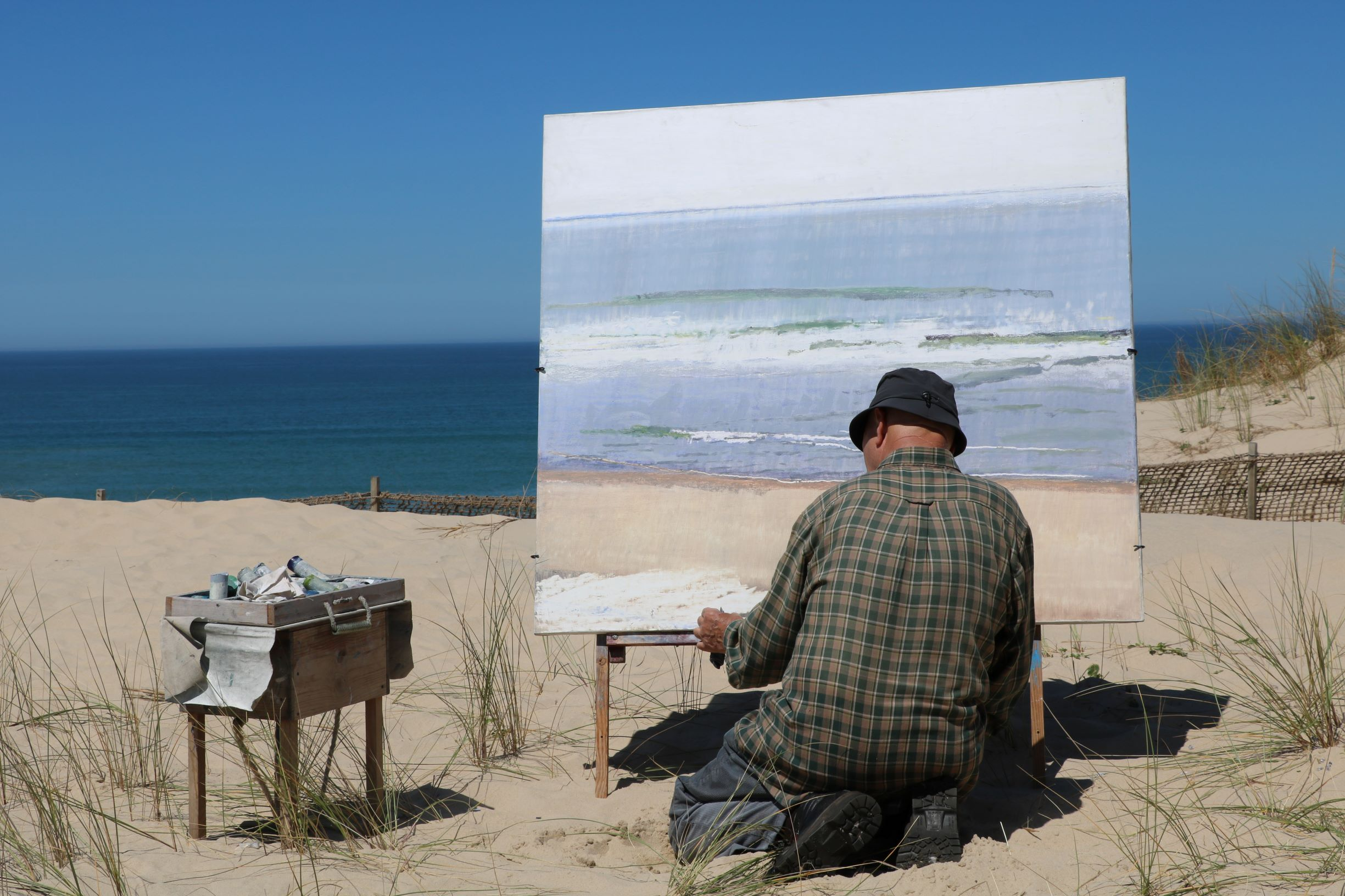
Họa sĩ trực họa ngoài trời trên bờ biển Côte d'Argent, Hourtin, Pháp

En plein air (phát âm [ɑ̃ plɛ.n‿ɛʁ]; trong tiếng Pháp có nghĩa là 'ngoài trời'), hay vẽ plein air, trực họa ngoài trời, là hoạt động vẽ ở ngoài trời.
Phương pháp vẽ này khác biệt với vẽ tranh trong xưởng vẽ hay vẽ theo các quy tắc của hội họa hàn lâm, vốn sẽ tạo ra một hình ảnh đã được xác định từ trước. Lý thuyết "en plein air" gắn liền với Pierre-Henri de Valenciennes (1750–1819), người đầu tiên giải thích kỹ càng thuật ngữ này trong chuyên luận Sự phản chiếu và lời khuyên cho sinh viên trong việc vẽ tranh, đặc biệt là phong cảnh (Reflections and Advice to a Student on Painting, Particularly on Landscape, 1800). Trong tác phẩm này, ông đã phát triển các khái niệm của phương pháp vẽ tranh phong cảnh mà ở đó họa sĩ sẽ trực tiếp vẽ cảnh đang nhìn lên khung vải.
Phương pháp này cho phép họa sĩ nắm bắt tốt hơn những thay đổi của thời tiết và ánh sáng. Sự ra đời của khung vải và giá vẽ dễ mang theo đã mở đường cho phương pháp này phát triển, đặc biệt tại Pháp. Đầu thập niên 1830, họa phái Barbizon, chuyên vẽ tranh dưới ánh sáng tự nhiên, có tầm ảnh hưởng rất lớn.
Đặc trưng nổi bật nhất của họa phái này là đặc tính tông màu, màu sắc, nét vẽ phóng khoáng và đường nét mềm mại. Những đặc tính này cũng xuất hiện tại họa phái sông Hudson và trường phái hội họa ấn tượng giữa thế kỷ 19, với không nhiều thay đổi.

## Trang thiết bị và thách thức
"Hộp giá vẽ" (box easel), thường được gọi là "Hộp giá vẽ kiểu Pháp" (French box easel) hoặc "giá vẽ ngoài trời" (field easel, plein air easel), được phát minh vào giữa thế kỷ 19. Không biết ai là người phát minh ra thiết bị này, nhưng chiếc giá vẽ có chân tương tự như chân kính viễn vọng này cực kỳ dễ mang theo người, lại thêm hộp đựng sơn cùng bảng pha màu chứa bên trong, khiến rất dễ mang nó vào vẽ trong rừng hoặc trên đồi. Đến tận ngày nay, thiết bị này vẫn rất phổ biến bởi có thể gấp gọn nó thành một cái vali dễ cất giữ.
Hộp Pochade là một hộp nhỏ gọn để họa sĩ cất giữ tất cả bảng màu, họa cụ bên trong và có thể đặt tác phẩm vào mặt trong của nắp hộp.
Thách thức với loại hình vẽ en plein air gồm có loại sơn sử dụng để vẽ ngoài trời, động vật, côn trùng, người đi lại, và điều kiện môi trường như là thời tiết. Màu acrylic có thể cứng lại và khô nhanh hơn trong điều kiện thời tiết nắng ấm, và một khi khô thì không thể tái sử dụng lại được. Ngược lại, thời tiết ẩm thấp hay mưa gió cũng là một thách thức. Sự ra đời của vẽ plein air tạo tiền đề cho phát minh sơn acrylic. Trước đó, chất liệu vẽ truyền thống, gắn bó lâu năm với en plein air là sơn dầu.

## Sự ủng hộ

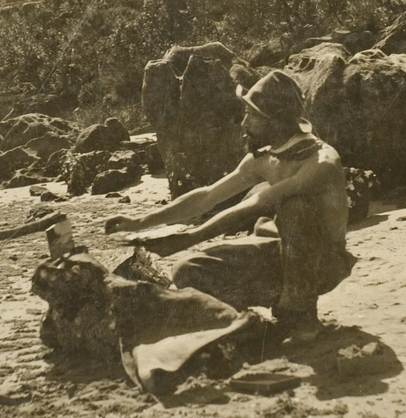
Họa sỹ người Úc Arthur Streeton đang vẽ tranh en plein air, ảnh chụp 1892 tại Sydney

Các họa sĩ ấn tượng Pháp như Claude Monet, Camille Pissarro, Alfred Sisley, và Pierre-Auguste Renoir rất ủng hộ vẽ plein air, phần nhiều các tác phẩm của họ đều được vẽ xong ngoài trời dưới ánh sáng khuếch tán của một cái dù lớn màu trắng. Claude Monet là một họa sĩ plein air nhiệt thành. Ông đưa ra kết luận rằng để đạt tới được sự gần gũi, trung thực tới bối cảnh ngoài trời tại một thời điểm nhất định, người vẽ cần phải ra bên ngoài để làm việc, chứ đừng chỉ vẽ cảnh bên ngoài nhìn từ trong xưởng vẽ. Nửa sau thế kỷ 19 và đầu thế kỷ 20 tại Nga, các họa sĩ như Vasily Polenov, Isaac Levitan, Valentin Serov, Konstantin Korovin và I. E. Grabar nổi tiếng vì vẽ tranh en plein air.
Người ủng hộ hội họa plein air không chỉ ở Cựu thế giới. Các họa sĩ ấn tượng người Mỹ, chẳng hạn như họa phái Old Lyme, cũng là những người nhiệt tình vẽ en plein air. Giới họa sĩ ấn tượng Mỹ nổi tiếng với cách vẽ tranh này có thể kể đến Guy Rose, Robert William Wood, Mary DeNeale Morgan, John Gamble, và Arthur Hill Gilbert. Ở Canada, Nhóm Bảy người (the Group of Seven) và Tom Thomson là những người ủng hộ en plein air.

## Một số họa sĩ tiêu biểu
- Peter Seitz Adams
- Frédéric Bazille
- Henri Biva
- Ralph Wallace Burton
- Mary Cassatt
- Jack Cassinetto
- William Merritt Chase
- Eugène Chigot
- Robert Clunie
- John Constable
- Lovis Corinth
- William Didier-Pouget
- Rackstraw Downes
- Carl Eytel
- Francesco Filippini
- David Gallup
- Antonio López García
- Arthur Hill Gilbert
- Vincent van Gogh
- I. E. Grabar
- George Hetzel
- Winslow Homer
- George Inness
- Konstantin Korovin
- Henri Le Sidaner
- Isaac Levitan
- Theodore Lukits
- The Macchiaioli
- Marvin Mangus
- Frederick McCubbin
- Stanisław Masłowski
- Willard Metcalf
- Claude Monet
- Berthe Morisot
- Edgar Payne
- Robert Antoine Pinchon
- Camille Pissarro
- William Preston Phelps
- Vasily Polenov
- Pierre-Auguste Renoir
- Tom Roberts
- Guy Rose
- John Singer Sargent
- Valentin Serov
- Alfred Sisley
- Matthew Smith
- Tim Solliday
- Joaquín Sorolla
- Edward Stott
- Arthur Streeton
- Anthony Thieme
- Tom Thomson
- Henry Scott Tuke
- Andrew Winter
- Robert William Wood
- Mary Agnes Yerkes

## Hình ảnh

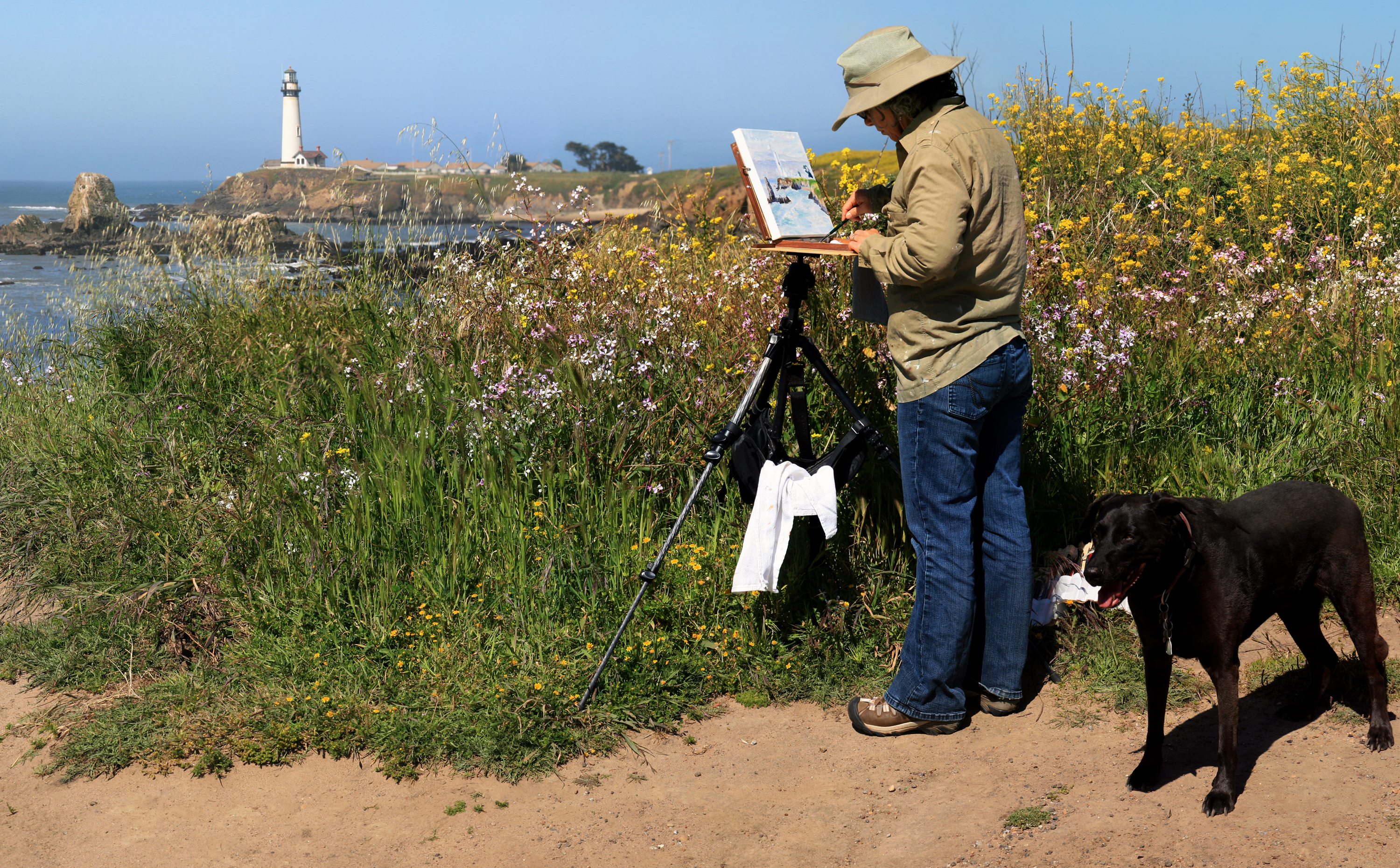
Họa sĩ vẽ en plein air, sử dụng hộp Pochade, tại Pigeon Point Lighthouse in California.
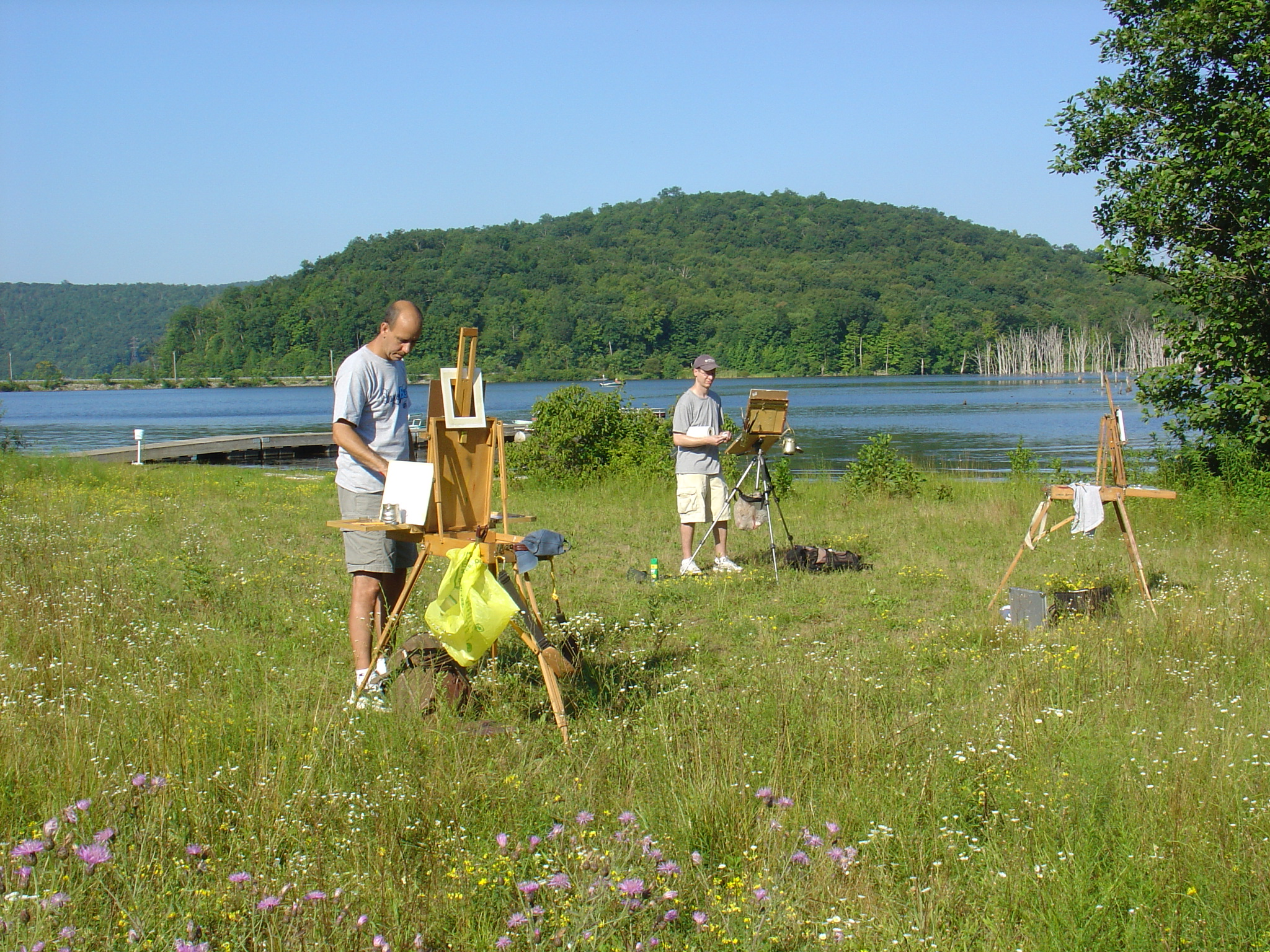
Họa sĩ en plein air ở Ringwood, New Jersey. Các họa sĩ sử dụng hộp giá vẽ kiể Pháp ở bên trái bức hình, và một chiếc hộp Pochade đặt ở bên phải.
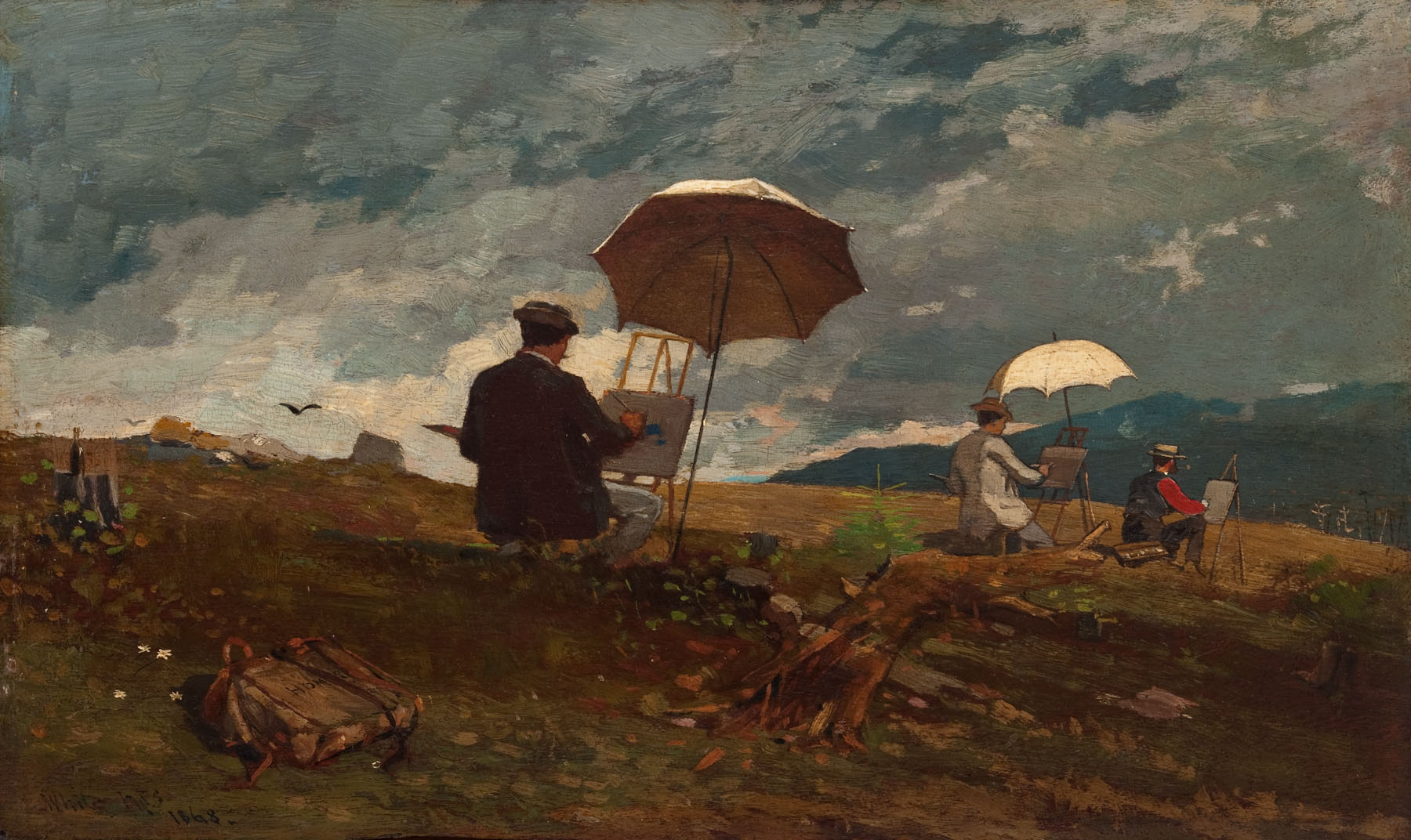
Winslow Homer, Họa sĩ vẽ trên núi Trắng (Artists Sketching in the White Mountains), 1868, sơn dầu trên khung, 24.1 × 40.3 cm, Portland Museum of Art
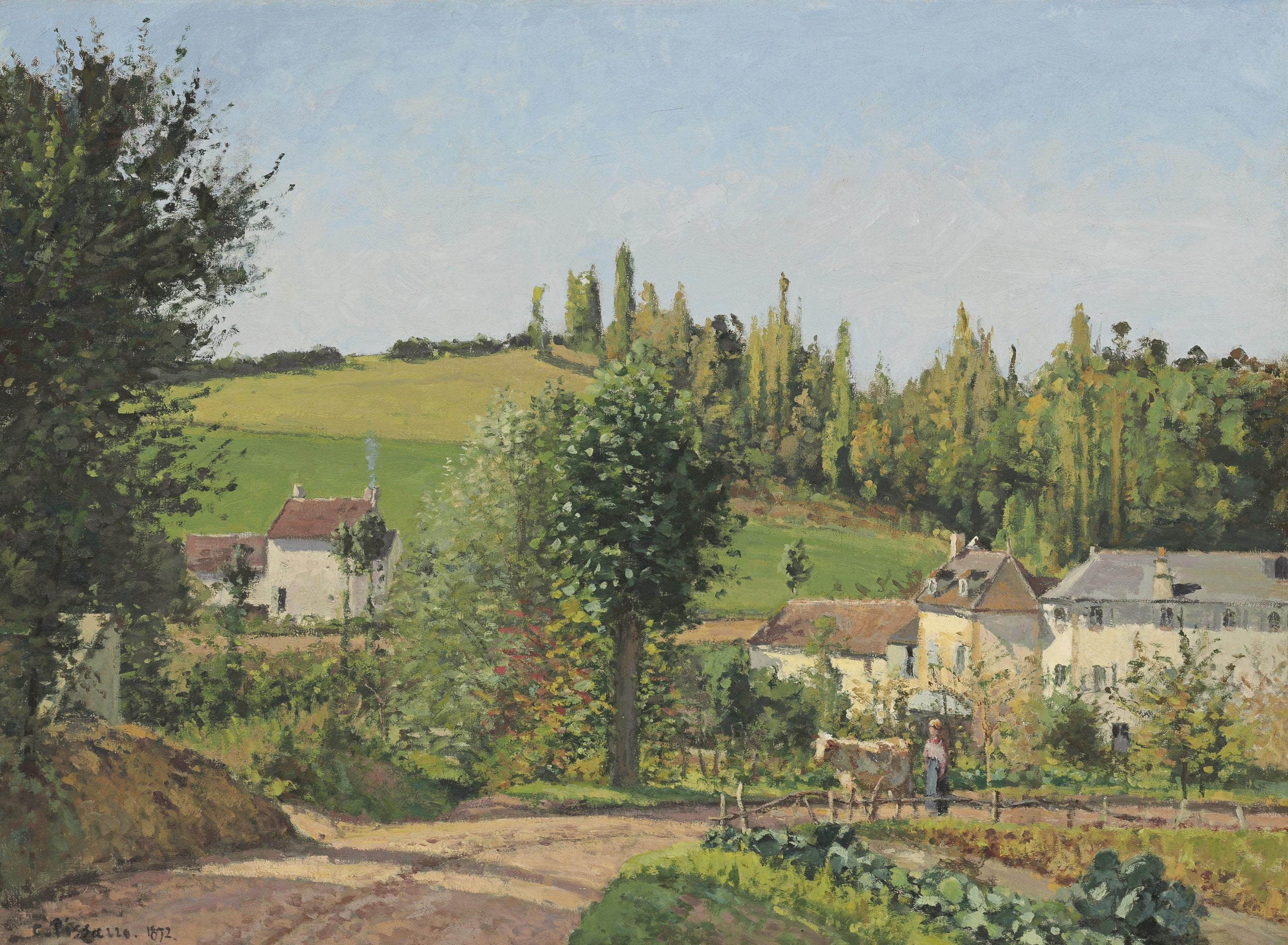
Camille Pissarro, 1872, Hameau aux environs de Pontoise, sơn dầu trên toan, 54 × 74 cm, bộ sưu tập tư nhân
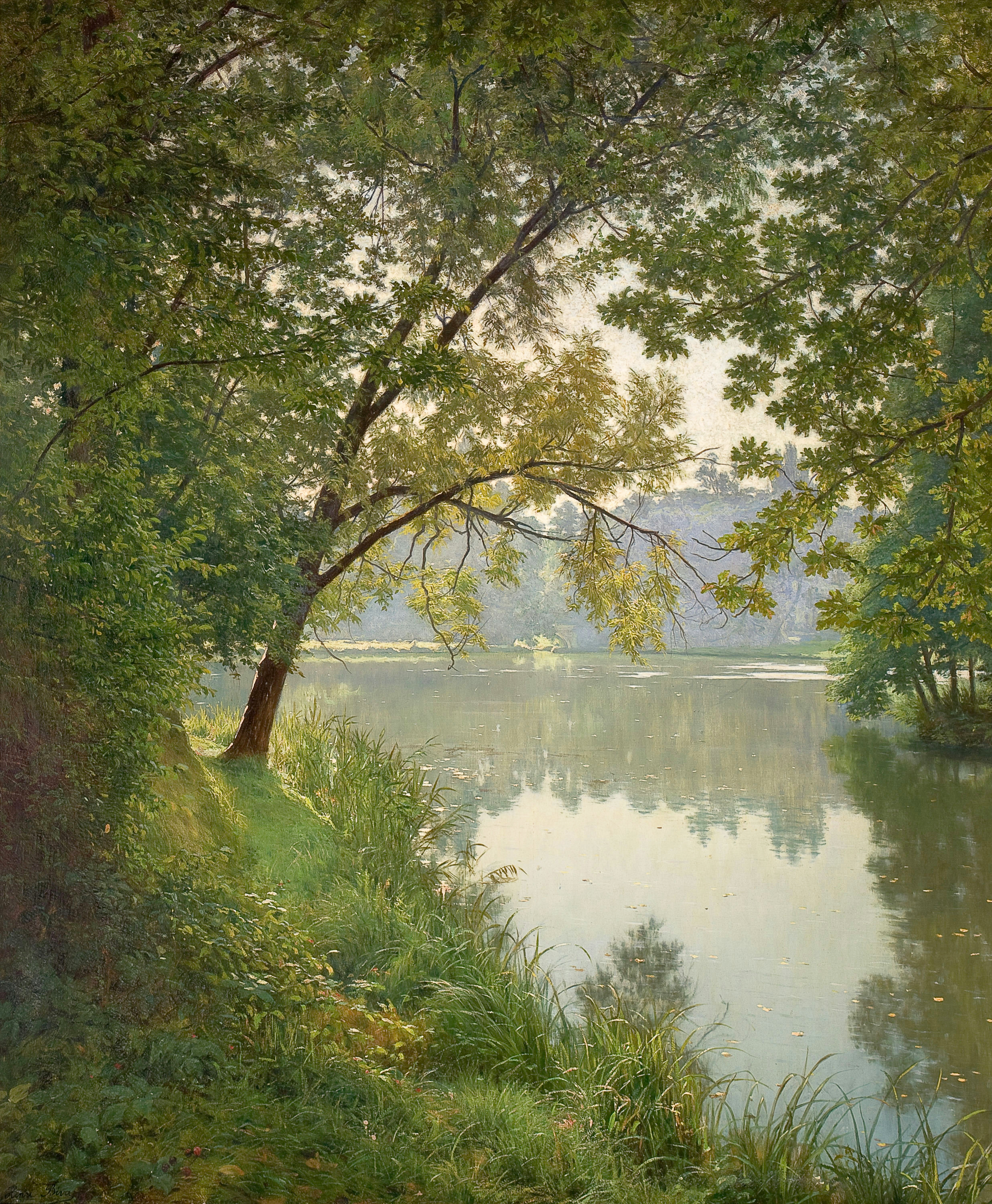
Henri Biva, khoảng 1905–06, Matin à Villeneuve (From Waters Edge), sơn dầu trên toan, 151.1 × 125.1 cm
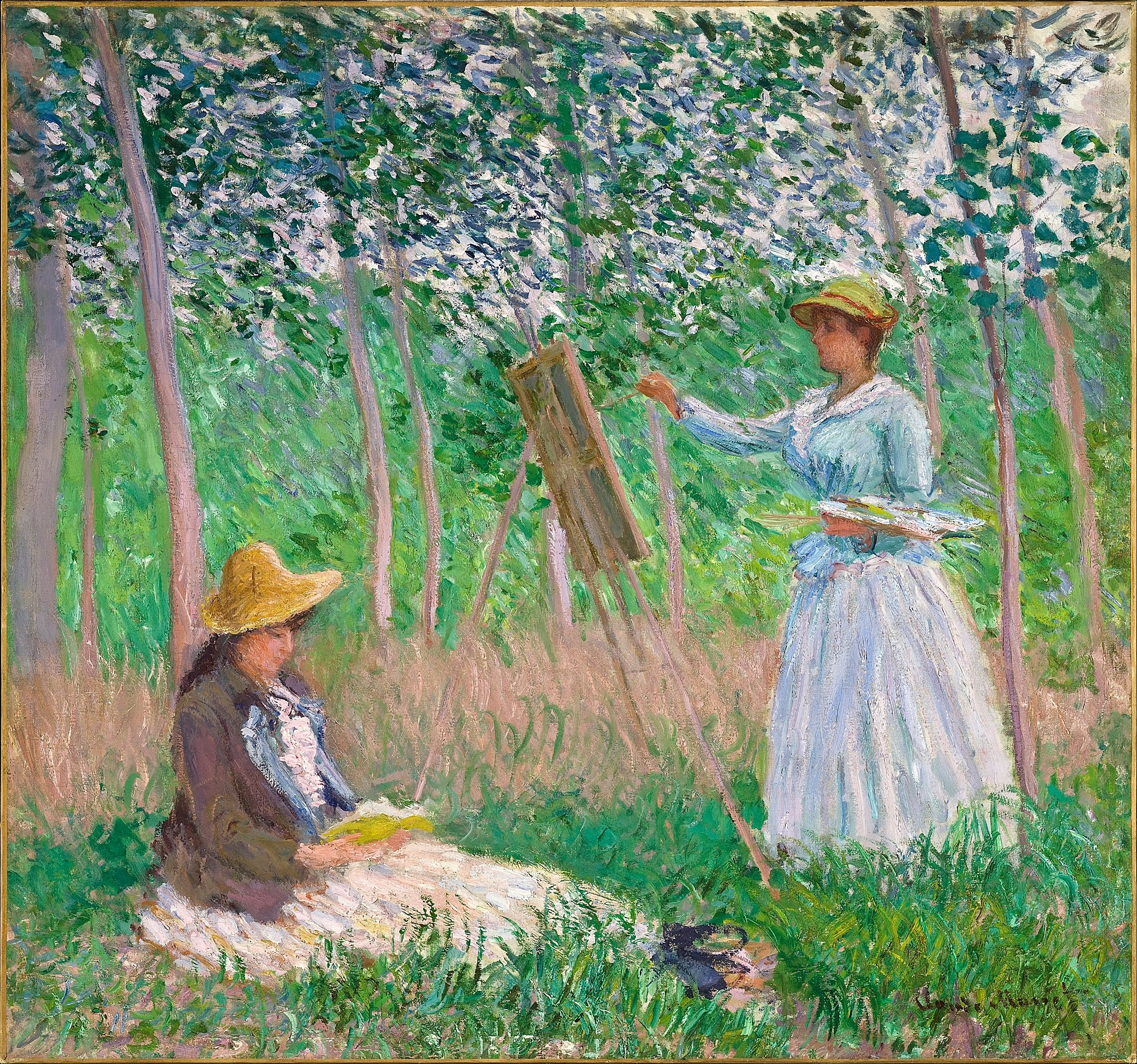
Claude Monet, 1887, Trong khu rừng ở Giverny, In the Woods at Giverny, Blanche Hoschedé Monet bên cạnh giá vẽ, còn Suzanne Hoschedé đang đọc sách  (Blanche Hoschedé Monet) at Her Easel with Suzanne Hoschedé Reading), sơn dầu trên toan, 91.4 x 97.7 cm, Los Angeles County Museum of Art
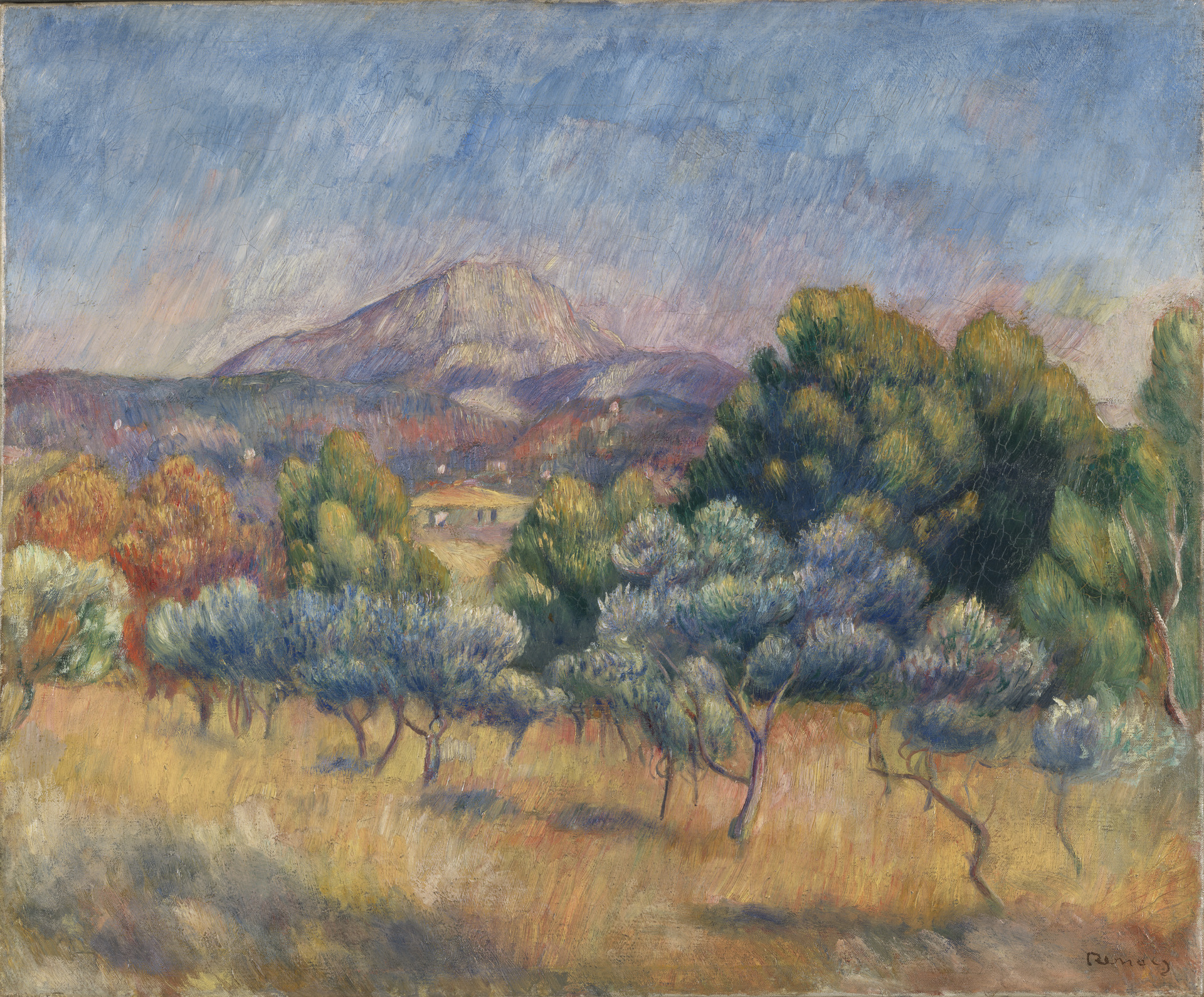
Pierre-Auguste Renoir, khoảng 1888-89, Núi Sainte-Victoire Mount of Sainte-Victoire, sơn dầu trên toan 53 x 64.1 cm, Yale University Art Gallery
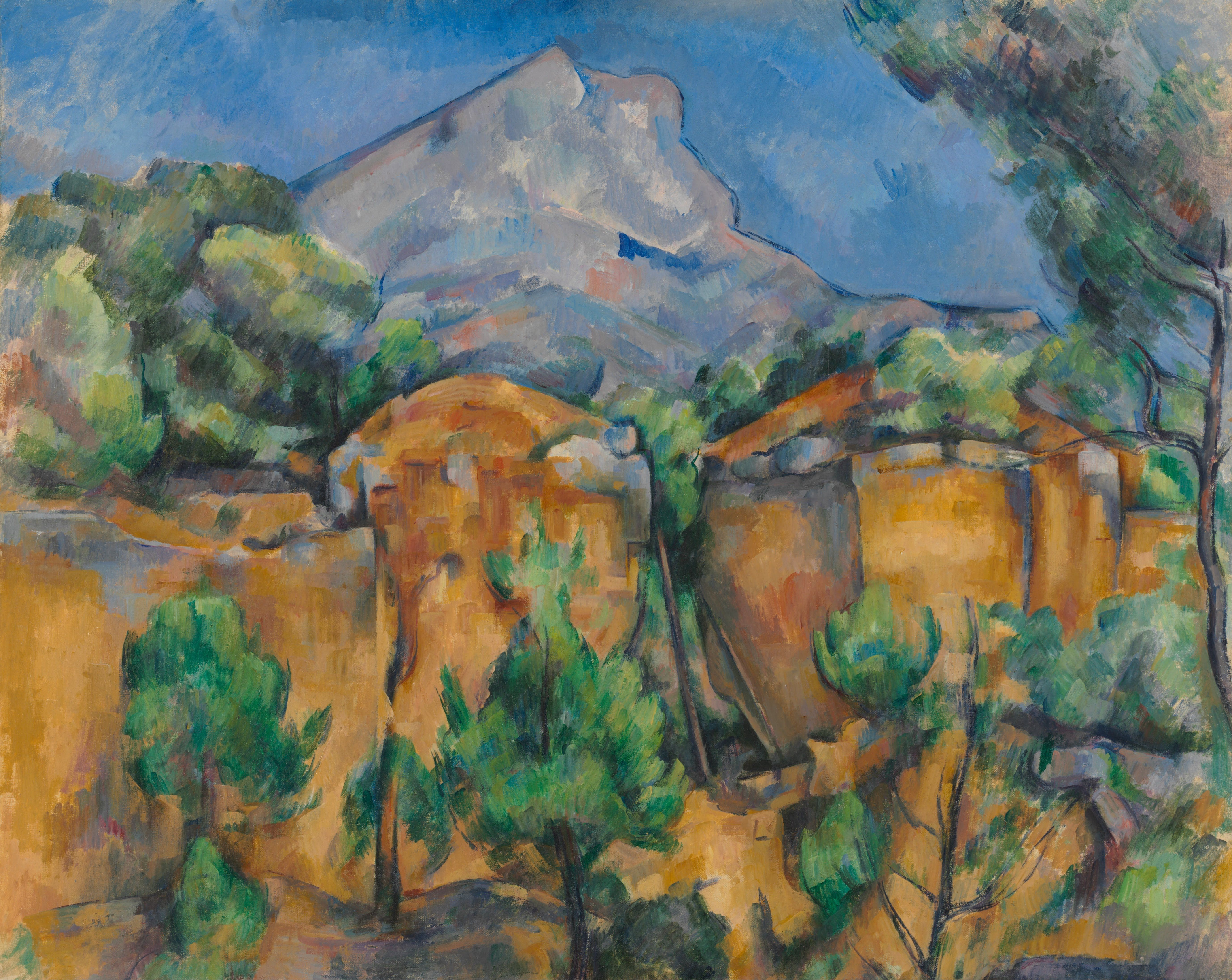
Paul Cézanne, khoảng 1897, La Montagne Sainte-Victoire vue de la carrière Bibémus, sơn dầu trên toan, 65.1 × 81.3 cm, Baltimore Museum of Art
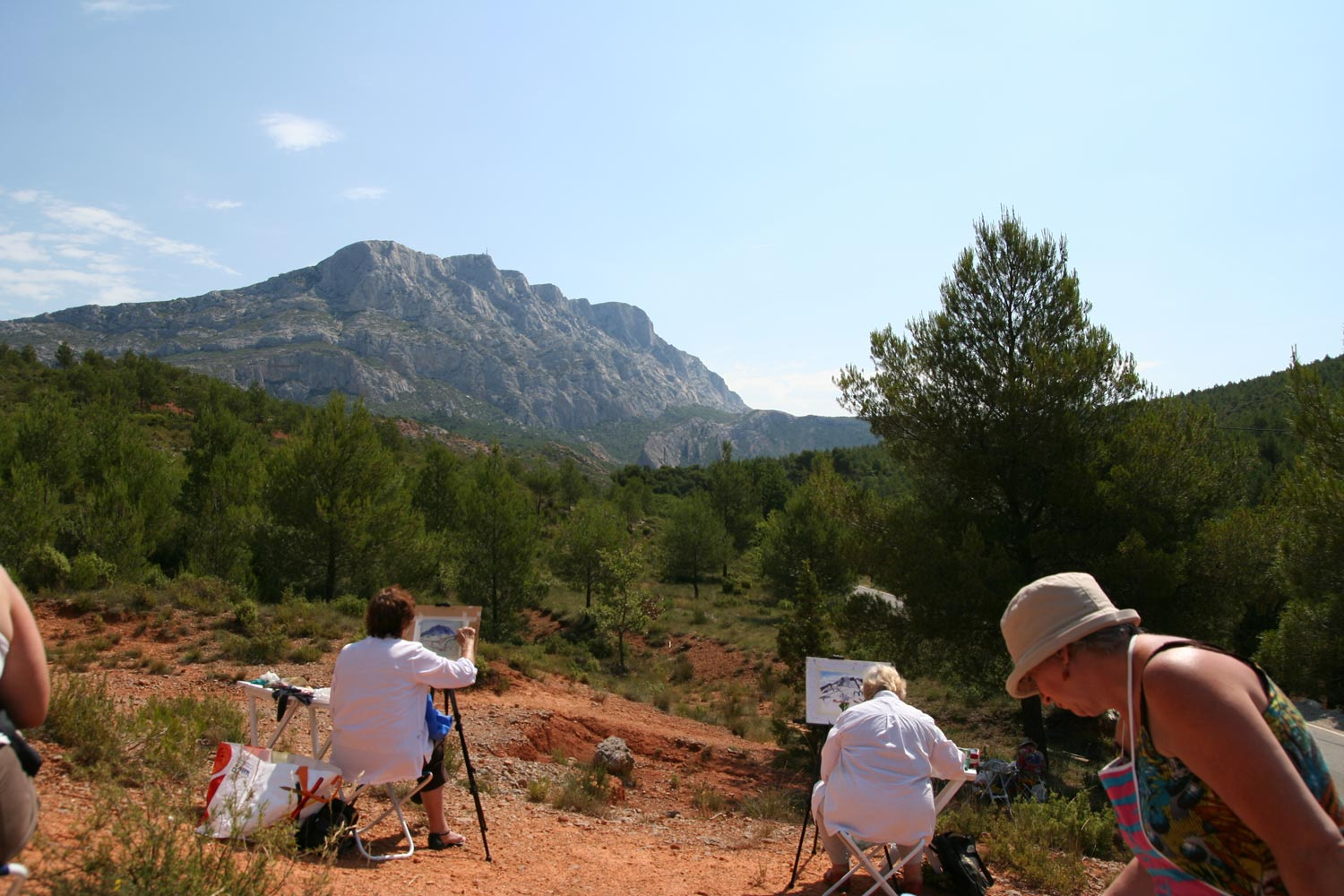
Vẽ núi Cézanne > Montagne Sainte-Victoire với walkthearts
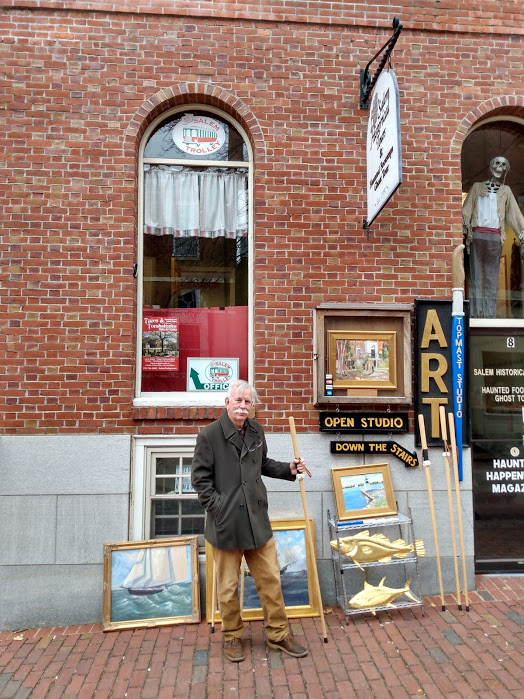
Topmast Studio Salem, Massachusetts Họa sĩ en plein air, chuyên gia khắc gỗ John Pydynkowski đứng tại xưởng vẽ của ông.